# Alleinregierung
Alleinregierung (auch Einparteienregierung)  bezeichnet in den Staatswissenschaften eine Form der Regierungsbesetzung in parlamentarischen und semi-präsidentiellen Regierungssystemen.
Man versteht darunter eine Regierung, deren Regierungsmehrheit nur auf einer einzigen Parlamentsfraktion basiert. Eine ähnliche Definition lautet, dass die Mitglieder der Regierung nur von einer einzigen politischen Partei gestellt werden, was in der Regel zutrifft; jedoch können auch Parteilose einer Regierung angehören oder sogar Mitglieder anderer Parteien, die aufgrund ihrer Fachkompetenz berufen werden, ohne dass mit dieser Partei eine förmliche Koalitionsvereinbarung besteht.
Zu unterscheiden ist die Alleinregierung von der Koalitionsregierung, in der die Regierungsmitglieder von mehreren Parteien gestellt werden und der Allparteienregierung, in der die Regierung von allen im Parlament vertretenen Parteien gestellt wird und somit keine Opposition vorhanden ist. Bei einer Alleinregierung verfügt die regierungsbildende Partei meist auch über die absolute Mehrheit der Mandate im Parlament. Ist dies nicht der Fall, spricht man im Allgemeinen von einer Minderheitsregierung. Alleinregierungen sind in Staaten mit Verhältniswahlrecht selten, da meist keine Partei über die notwendige absolute Mehrheit der Mandate verfügt. In Staaten mit Mehrheitswahlrecht ist eine Regierung, deren Mitglieder nur von einer Partei gestellt werden, der Regelfall; eine besondere Bezeichnung dieser Normalität mit dem Begriff „Alleinregierung“ ist daher ungebräuchlich.

## Alleinregierungen in Deutschland und Österreich nach 1945
In Österreich regierte zuletzt die Sozialdemokratische Partei Österreichs (SPÖ) von 1970 bis 1983 alleine, davon in der XII. Gesetzgebungsperiode des Nationalrates (1970 bis 1971) als Minderheitsregierung. Zuvor bildete die Österreichische Volkspartei (ÖVP) von 1966 bis 1970 eine Alleinregierung. In Deutschland erreichten die Unionsparteien CDU und CSU bei der Bundestagswahl 1957 zwar eine absolute Mehrheit der Mandate, dennoch wurde die seit 1949 bestehende Zusammenarbeit mit der Deutschen Partei (DP) fortgesetzt. Nach dem Austritt der Bundesminister Hans-Joachim von Merkatz und Hans-Christoph Seebohm aus der DP-Fraktion am 1. Juli 1960 und ihrem Eintritt in die CDU/CSU-Fraktion am 20. September 1960 bestand bis zum Ende der 3. Wahlperiode im Jahr 1961 eine Alleinregierung der CDU/CSU.
Zwei weitere Alleinregierungen der Bundesrepublik Deutschland bestanden nur wenige Wochen als Minderheitsregierungen, jeweils nachdem die Freie Demokratische Partei (FDP) die Zusammenarbeit mit ihrem größeren Koalitionspartner beendet hatte:
- vom 28. Oktober bis zum 1. Dezember 1966: Minderheitsregierung der CDU/CSU unter Bundeskanzler Ludwig Erhard (CDU)
- vom 17. September bis zum 1. Oktober 1982: Minderheitsregierung der SPD unter Bundeskanzler Helmut Schmidt (SPD)

## Alleinregierungen in deutschen Bundesländern nach 1945
Nach dem Ende des Zweiten Weltkrieges im Jahr 1945 und der anschließenden Wiederherstellung der deutschen Länder kam es in fast allen westdeutschen Ländern und später auch in fast allen ostdeutschen Ländern mindestens einmal zu Alleinregierungen; die wenigen Ausnahmen bilden Mecklenburg-Vorpommern sowie die ehemaligen Länder Württemberg-Baden und Württemberg-Hohenzollern.
| Land                | Alleinregierung durch | Zeitraum            | Regierungschef | Anmerkung |
| ------------------- | --------------------- | ------------------- | --- | --- |
| Baden               | BCSV                  | 1948–1952           | Leo Wohleb | |
| Baden-Württemberg   | CDU                   | 1972–1992           | Hans Filbinger (1972–1978) Lothar Späth (1978–1991) Erwin Teufel (1991–1992)                                                              | |
| Bayern              | CSU                   | 1947–1950           | Hans Ehard | Von 1946 bis 1947 bestand trotz absoluter Mehrheit der CSU im Bayerischen Landtag eine Koalitionsregierung mit der SPD |
| Bayern              | CSU                   | 1966–2008           | Alfons Goppel (1966–1978) Franz Josef Strauß (1978–1988) Max Streibl (1988–1993) Edmund Stoiber (1993–2007) Günther Beckstein (2007–2008) | Von 1962 bis 1966 bestand trotz absoluter Mehrheit der CSU im Bayerischen Landtag eine Koalitionsregierung mit der BP |
| Bayern              | CSU                   | 2013–2018           | Horst Seehofer (2013–2018) Markus Söder (2018)                                                                                            | |
| Berlin              | SPD                   | 1971–1975           | Klaus Schütz | Von 1955 bis 1971 bestanden trotz absoluter Mehrheit der SPD im Abgeordnetenhaus von Berlin Koalitionsregierungen: - 1955–1963: SPD, CDU - 1963–1971: SPD, FDP |
| Berlin              | CDU                   | 1981–1983           | Richard von Weizsäcker | Minderheitsregierung |
| Brandenburg         | SPD                   | 1994–1999           | Manfred Stolpe | |
| Bremen              | SPD                   | 1971–1991           | Hans Koschnick (1971–1985) Klaus Wedemeier (1985–1991)                                                                                    | Von Juni bis Dezember 1971 als Minderheitsregierung nach dem Bruch der Koalition von SPD und FDP. Von 1955 bis 1967 bestanden trotz absoluter Mehrheit der SPD in der Bremischen Bürgerschaft Koalitionsregierungen: - 1955–1959: SPD, CDU, FDP - 1959–1967: SPD, FDP |
| Hamburg             | SPD                   | 1950–1953           | Max Brauer | Von 1946 bis 1950 bestanden trotz absoluter Mehrheit der SPD in der Hamburgischen Bürgerschaft Koalitionsregierungen: - 1946–1948: SPD, FDP, KPD - 1948–1950: SPD, FDP                                                                                                |
| Hamburg             | SPD                   | 1966–1970           | Herbert Weichmann | Von 1957 bis 1966 sowie von 1970 bis 1974 bestanden trotz absoluter Mehrheit der SPD in der Hamburgischen Bürgerschaft Koalitionsregierungen mit der FDP |
| Hamburg             | SPD                   | 1978–1987           | Hans-Ulrich Klose (1978–1981) Klaus von Dohnanyi (1981–1987)                                                                              | Davon Minderheitsregierungen: - Juni 1982 bis Januar 1983 - November 1986 bis September 1987 |
| Hamburg             | SPD                   | 1991–1993           | Henning Voscherau | |
| Hamburg             | CDU                   | 2004–2008           | Ole von Beust | |
| Hamburg             | SPD                   | 2011–2015           | Olaf Scholz | |
| Hessen              | SPD                   | 1951–1955           | Georg-August Zinn | |
| Hessen              | SPD                   | 1967–1970           | Georg-August Zinn (1967–1969) Albert Osswald (1969–1970)                                                                                  | Von 1963 bis 1967 bestand trotz absoluter Mehrheit der SPD im Hessischen Landtag eine Koalitionsregierung mit der GDP/BHE |
| Hessen              | SPD                   | 1982–1985 1987      | Holger Börner | Minderheitsregierungen |
| Hessen              | CDU                   | 2003–2009           | Roland Koch | Minderheitsregierung: April 2008 bis Februar 2009 |
| Niedersachsen       | SPD                   | 1970–1974           | Alfred Kubel | |
| Niedersachsen       | CDU                   | 1976–1977 1978–1986 | Ernst Albrecht | Minderheitsregierung: Februar 1976 bis Januar 1977 |
| Niedersachsen       | SPD                   | 1994–2003           | Gerhard Schröder (1994–1998) Gerhard Glogowski (1998–1999) Sigmar Gabriel (1999–2003)                                                     | |
| Nordrhein-Westfalen | CDU                   | 1950                | Karl Arnold | Minderheitsregierung als Übergangskabinett: August bis September 1950 |
| Nordrhein-Westfalen | CDU                   | 1958–1962           | Franz Meyers | |
| Nordrhein-Westfalen | SPD                   | 1980–1995           | Johannes Rau | |
| Rheinland-Pfalz     | CDU                   | 1947                | Wilhelm Boden | Minderheitsregierung |
| Rheinland-Pfalz     | CDU                   | 1971–1987           | Helmut Kohl (1971–1976) Bernhard Vogel (1976–1987)                                                                                        | Von 1955 bis 1963 bestand trotz absoluter Mehrheit der CDU im Landtag Rheinland-Pfalz eine Koalitionsregierung mit der FDP |
| Rheinland-Pfalz     | SPD                   | 2006–2011           | Kurt Beck | |
| Saarland            | CVP                   | 1951–1952 1954–1955 | Johannes Hoffmann | |
| Saarland            | CDU                   | 1970–1977           | Franz-Josef Röder | Minderheitsregierung: Juli 1975 bis März 1977 |
| Saarland            | SPD                   | 1985–1999           | Oskar Lafontaine (1985–1998) Reinhard Klimmt (1998–1999)                                                                                  | |
| Saarland            | CDU                   | 1999–2009           | Peter Müller | |
| Saarland            | SPD                   | seit 2022           | Anke Rehlinger | |
| Sachsen             | CDU                   | 1990–2004           | Kurt Biedenkopf (1990–2002) Georg Milbradt (2002–2004)                                                                                    | |
| Sachsen-Anhalt      | SPD                   | 1998–2002           | Reinhard Höppner | Minderheitsregierung |
| Schleswig-Holstein  | SPD                   | 1947–1950           | Hermann Lüdemann (1947–1949) Bruno Diekmann (1949–1950)                                                                                   | |
| Schleswig-Holstein  | CDU                   | 1971–1988           | Gerhard Stoltenberg (1971–1982) Uwe Barschel (1982–1987) Henning Schwarz (kommissarisch, 1987–1988)                                       | Minderheitsregierung: Oktober 1987 bis Mai 1988 |
| Schleswig-Holstein  | SPD                   | 1988–1996           | Björn Engholm (1988–1993) Heide Simonis (1993–1996)                                                                                       | |
| Thüringen           | CDU                   | 1999–2009           | Bernhard Vogel (1999–2003) Dieter Althaus (2003–2009)                                                                                     | |